# Slip (ondergoed)

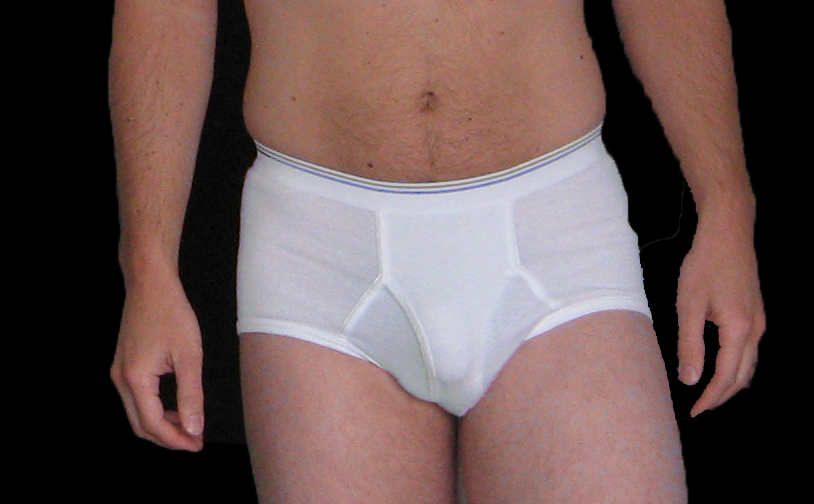
Herenslip

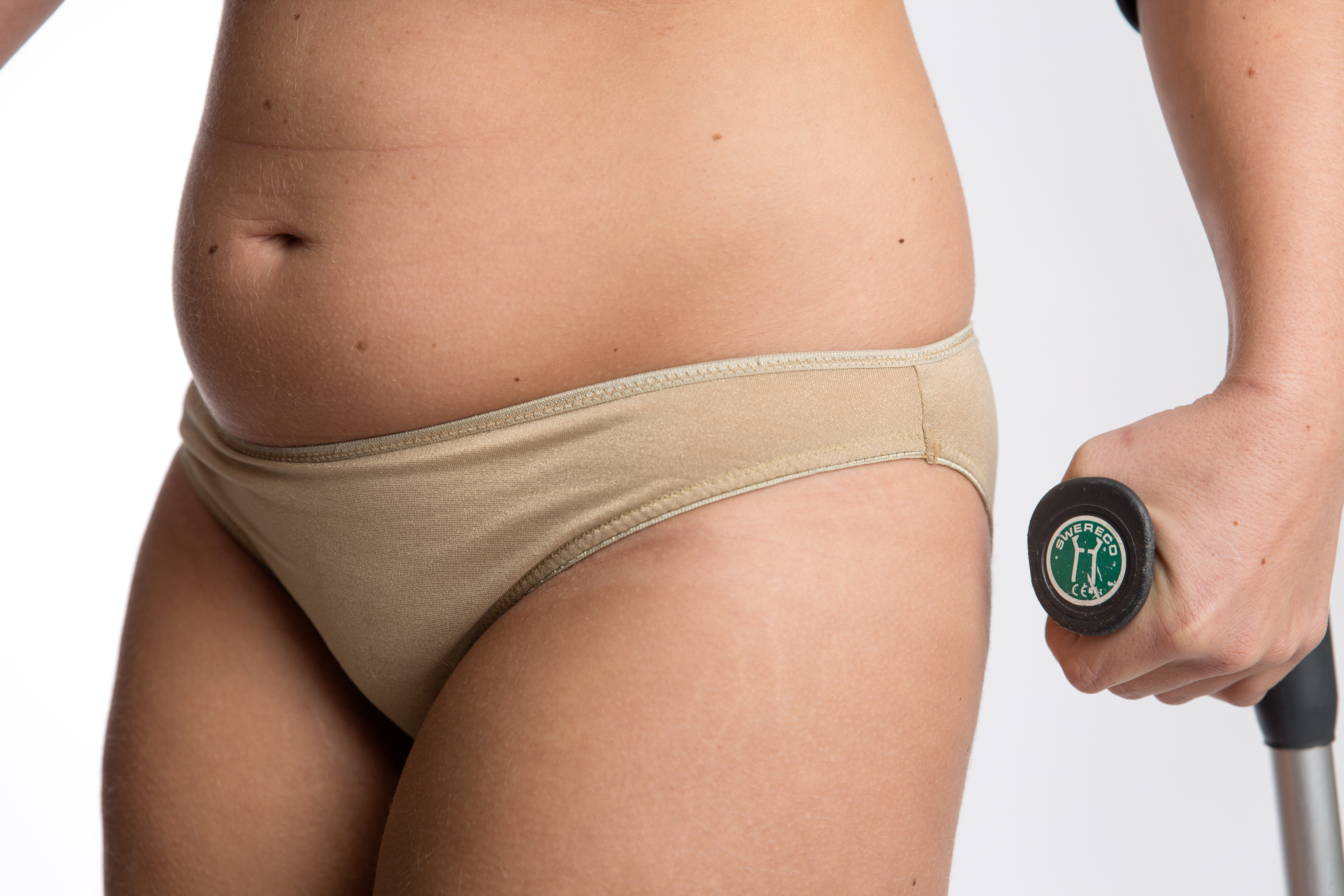
Damesslip

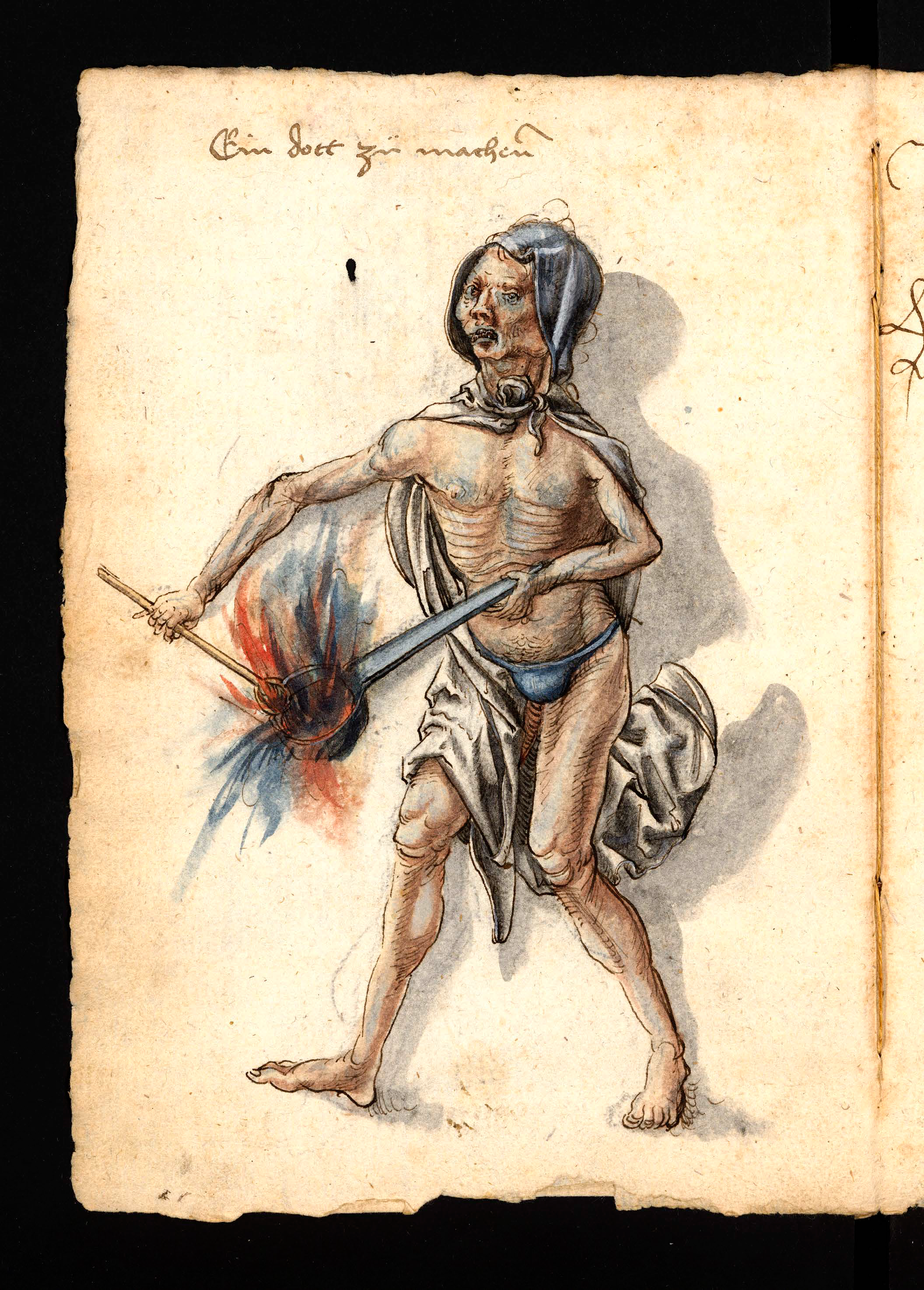
Man in onderbroek, Codex Löffelholz, Neurenberg 1505

Een slip of slipje is een nauwsluitende onderbroek zonder pijpen. Het kledingstuk heeft ruwweg de vorm van de letter Y.
Bij mannen houden slips, in tegenstelling tot boxershorts, de genitaliën van de gebruiker in een vrij vaste positie. In de jaren 90 van de twintigste eeuw werden slips echter als oubollig gezien, vooral bij jonge mannen, en raakten loszittende boxershorts in de mode.
Slips voor vrouwen worden traditioneel hoger gedragen dan verschillende andere soorten ondergoed, zoals strings, boyshorts, hipsters, en bikini-onderbroeken. In de slipjes maakt men onder andere onderscheid tussen de heupslip, tailleslip en stringslip.